# Pixar Short Films Collection - Volume 2
Pixar Short Films Collection - Volume 2 é uma compilação de DVD e Blu-ray de 2012 dos curtas animados da Pixar, após o Pixar Short Films Collection - Volume 1 de 2007 e de Tiny Toy Stories de 1996. Ele apresenta doze curtas, lançados de 2007 a 2012 e inclui alguns filmes de estudantes dos diretores da Pixar como bônus. O volume 2 foi lançado em 13 de novembro de 2012, pelo Walt Disney Studios Home Entertainment. É seguido pela Pixar Short Films Collection - Volume 3, que foi lançado em 13 de novembro de 2018.

## Lista de Curtas
| Nº | Título                | Direção           | Escrito por                                                              | Data de lançamento     |
| -- | --------------------- | ----------------- | ------------------------------------------------------------------------ | ---------------------- |
| 1  | Your Friend the Rat   | Jim Capobianco    | Jim Capobianco                                                           | 6 de novembro de 2007  |
| 2  | Surviving Sid         | Chris Wedge       | John Leguizamo                                                           | 27 de março de 2008    |
| 3  | Presto                | Doug Sweetland    | Doug Sweetland                                                           | 10 de junho de 2008    |
| 4  | BURN-E                | Angus MacLane     | Andrew Stanton, Angus MacLane, Derek Thompson                            | 18 de novembro de 2008 |
| 5  | Partly Cloudy         | Peter Sohn        | Peter Sohn                                                               | 29 de maio de 2009     |
| 6  | Dug's Special Mission | Ronnie del Carmen | Ronnie del Carmen, Bob Peterson                                          | 10 de novembro de 2009 |
| 7  | George & A.J.         | Josh Cooley       | Josh Cooley                                                              | novembro de 2009       |
| 8  | Day & Night           | Teddy Newton      | Teddy Newton                                                             | 18 de junho de 2010    |
| 9  | Hawaiian Vacation     | Gary Rydstrom     | Erik Benson, Jason Katz, Gary Rydstrom                                   | 24 de junho de 2011    |
| 10 | Air Mater             | Rob Gibbs         | John Lasseter, Rob Gibbs, Jim Capobianco, Daniel Chong, Valerie LaPointe | 1 de novembro de 2011  |
| 11 | Small Fry             | Angus MacLane     | Angus MacLane                                                            | 23 de novembro de 2011 |
| 12 | Time Travel Mater     | Rob Gibbs         | John Lasseter, Rob Gibbs, Scott Morse                                    | 5 de junho de 2012     |
| 13 | La Luna               | Enrico Casarosa   | Enrico Casarosa                                                          | 6 de junho de 2011     |

## Conteúdo Bónus
A coleção também inclui curtas estudantis dos diretores da Pixar, John Lasseter, Andrew Stanton e Pete Docter:
- Nitemare
- Lady & the Lamp
- Somewhere in the Arctic
- A Story
- Winter
- Palm Springs
- Next Door

### Enredo dos curtas estudantis
Nitemare:
Este é um dos filmes estudantis de John Lasseter feitos para o Instituto de Artes da Califórnia (Cal Arts). Nele, um garoto não consegue dormir porque vê seus móveis se transformarem em monstros toda vez que apaga as luzes. Ele fica acendendo e apagando as luzes para ver os monstros aparecerem e desaparecerem. Finalmente, um dos monstros não se transforma em móveis quando as luzes estão acesas. O garoto vai até o monstro e dá-lhe um estalo com sua rolha e arma de cordas. O monstro começa a chorar e o garoto o deixa dormir na cama com ele. As luzes se apagam novamente e você pode ouvir os sons de móveis arrastando o chão. A luz volta a revelar que todos os monstros estão na cama, o que forçou o garoto a cair no chão.
Lady & the Lamp:
Outro dos curtas-metragens de John Lasseter para a Cal Arts, o filme mostra o dono de uma loja de lâmpadas dizendo a todas as suas lâmpadas o melhor comportamento delas, porque ele espera um cliente importante. Enquanto ele prepara sua loja, ele acidentalmente empurra uma lâmpada no fim de uma prateleira para o chão, quebrando a lâmpada da lâmpada. A lâmpada então procura uma lâmpada em um armário, mas acidentalmente aparafusa uma garrafa de gim. A lâmpada então puxa o fio para acender a luz, mas todo o álcool diminui. A lâmpada, agora bêbada, começa a derrubar as outras lâmpadas da loja, o que faz com que toda a loja seja destruída. O dono da loja vem de trás para ver essa bagunça quando a senhora (a cliente importante) entra. Ela nem percebe a bagunça, mas olha para ver a única lâmpada bêbada e exclama que essa é a lâmpada perfeita. Ela compra a lâmpada e o filme termina.

## Ligações Externas
- «Página oficial»
- Pixar Short Films Collection - Volume 2. no IMDb.